# Simon Wolfson, Baron Wolfson of Aspley Guise

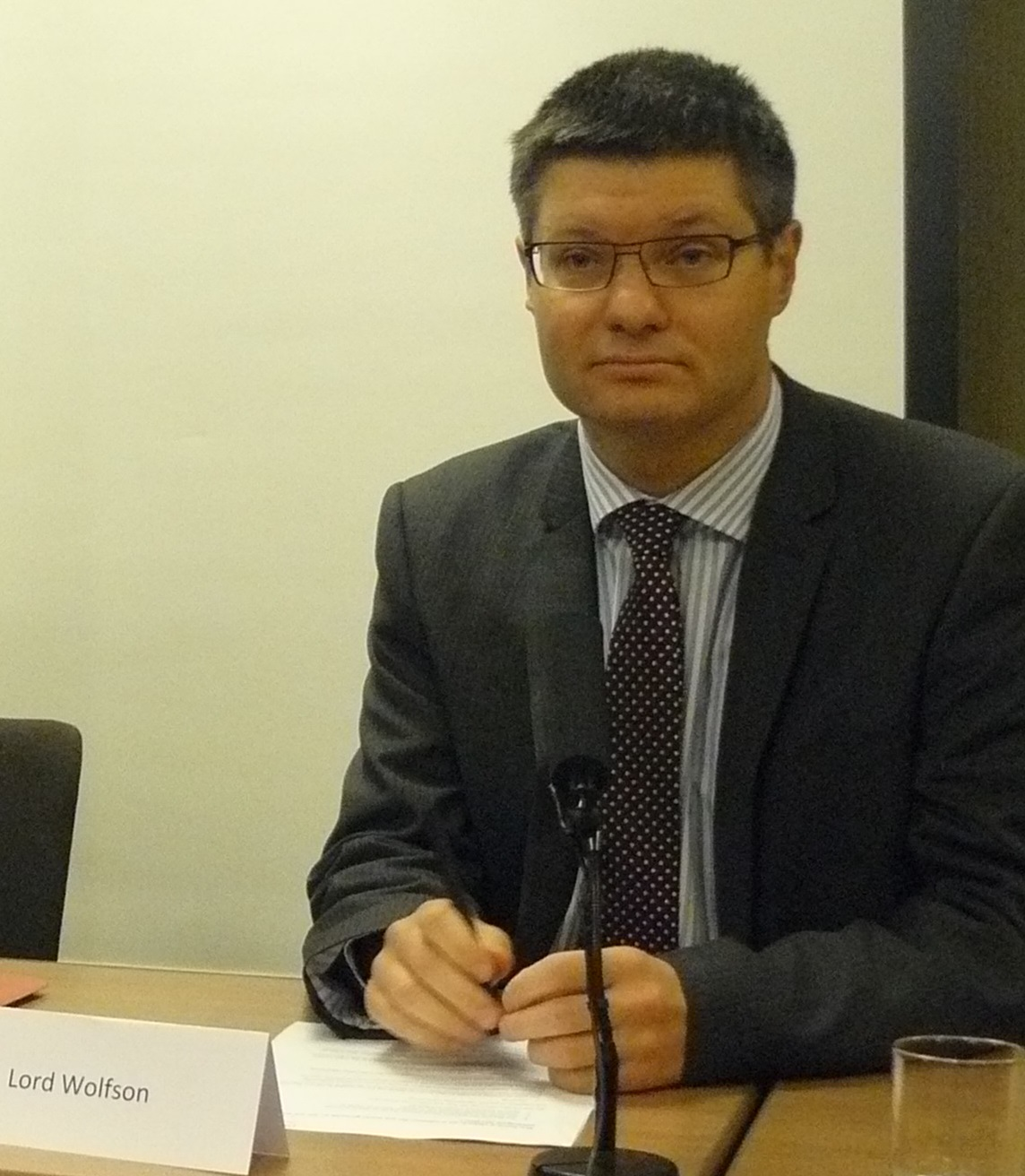
Simon Wolfson, Baron Wolfson of Aspley Guise, 2011

Simon Adam Wolfson, Baron Wolfson of Aspley Guise (* 27. Oktober 1967 in London) ist ein britischer Geschäftsmann und seit 2001 Chief Executive des Einzelhandelsunternehmens Next sowie Life Peer (Lord) der Conservative Party. Er ist der Sohn von David Wolfson, Baron Wolfson of Sunningdale, der ebenfalls Life Peer der Conservative Party war.

## Leben und Karriere
Wolfson wurde als Sohn von David Wolfson und Susan E. Davis geboren. Er besuchte das Radley College in der Nähe von Abingdon. Darauf folgte ein Jurastudium am Trinity College der University of Cambridge. 
Wolfson fing 1991, in dem Jahr, als sein Vater Life Peer wurde, als Verkaufsberater (Sales Consultant) bei Next in deren Filiale in Kensington an. Im folgenden Jahr wurde er Assistent des Chief Executive, Sir David Jones. Wolfson stieg schnell innerhalb des Unternehmens auf, 1993 wurde er Retail Sales Director und 1995 stieg er in die Geschäftsleitung (Directory) auf. 1997 wurde er Mitglied des Board of Directors. 1999 wurde er Managing Director. Am 1. August 2001 wurde er zum Chief Executive Officer ernannt.
Im Alter von 33 Jahren wurde er damit jüngster Chief Executive eines FTSE-100-Unternehmens. Wolfson war einer der ersten Geschäftsleute, die die Finanzkrise ab 2007 voraussagten.
Er ist ein prominenter Unterstützer der Conservative Party. Er unterstützte 2005 David Camerons Kampagne im Wahlkampf um das Amt des Parteivorsitzenden der Conservative Party und führte den Co-Vorsitz eines Parteigremiums zur Überprüfung der Leitlinien im Bereich wirtschaftlicher Wettbewerbsfähigkeit. Der The Daily Telegraph führte Wolfson im Jahre 2007 auf Rang 37 seiner Liste der einflussreichsten britischen Konservativen.
Wolfson war im Oktober 2010 einer von 35 Unterzeichnern eines offenen Briefs an den Chancellor of the Exchequer, George Osborne, in dem dieser aufgefordert wurde, die Pläne der Regierungskoalition zur Reduzierung des Defizits der Öffentlichen Haushalte voranzutreiben und nicht wegen der Opposition auf mehrere Legislaturperioden zu verteilen. Der Brief löste eine Boykottkampagne gegen Next und die Unternehmen der anderen Unterzeichner aus.
Im Oktober 2011 stiftete Wolfson den Wolfson Economics Prize, dotiert mit 250.000 Pfund und organisiert von der britischen Denkfabrik Policy Exchange, für einen bis zum 31. Januar 2012 vorgelegten plausiblen Plan für den geordneten Austritt eines Landes aus der Eurozone.
Wolfson ist Mitglied im Treuhandrat (Trustee) von Policy Exchange und beim Charles Wolfson Charitable Trust.
Wolfson gilt als öffentlichkeitsscheu. Er ist Eigentümer von Häusern in London und Leicester, wo Next seinen Sitz hat.

## Mitgliedschaft im House of Lords
Am 18. Juni 2010 wurde er zum Life Peer als Baron Wolfson of Aspley Guise, of Aspley Guise in the County of Bedfordshire, ernannt und am 6. Juli 2010 offiziell ins House of Lords eingeführt. Dabei wurde er von seinem Vater und Rodney Leach, Baron Leach of Fairford, unterstützt. Seine Antrittsrede hielt er am 1. Dezember 2011 zur Eurozone. Als seine politischen Interessen gibt er die Industrie und Ökonomie an.

## Familie
Wolfson ist verheiratet und Vater eines Sohnes. Er ist der dritte Träger einer Life Peerage in der Familie Wolfson. Außer ihm und seinem Vater war auch dessen Cousin Leonard Wolfson, Baron Wolfson Life Peer.